# Cratere Neukum
Neukum  è un cratere sulla superficie di Marte.